# Ja Rule
Ja Rule (polgári nevén Jeffrey Bruce Atkins, 1976. február 29., Queens) amerikai rapper, énekes, dalszerző. Színészként is tevékenykedik, több filmben is szerepelt.

## Élete
Jeffrey Atkins néven született a queens-i Hollis-ban. Apja még Jeffrey fiatalkorában elhagyta a családot. Anyja egészségügyi dolgozó volt, de rengeteget dolgozott, ezért nagyszülei nevelték fel. 12 évesen már drogokat árult. Első nagylemezét 1999-ben adta ki. Azóta még hat stúdióalbumot dobott piacra, tervben van egy új nagylemez megjelentetése is, amelyről egyelőre még semmit nem tudni. Hírneve ellenére számtalan botrányba keveredett már, híres lett 50 Centtel való rivalizálásáról is. A 2004-es Grand Theft Auto: San Andreas videójáték is szatirizálta Ja Rule-t, "OG Loc" néven, aki iszonyatosan "béna" és vékony hangú, szerencsétlen de mégis népszerű rapperként van ábrázolva. A játékban Snoop Dogg megfelelőjével, Madd Dogg-al rivalizál, amely utalás az igazi Ja Rule és 50 Cent viszályára. További utalás még Ja Rule-ra, hogy OG Loc rendes neve is Jeffrey.

## Diszkográfiája
- Venni Vetti Vecci (1999)
- Rule 3:36 (2000)
- Pain is Love (2001)
- The Last Temptation (2002)
- Blood in My Eye (2003)
- R.U.L.E. (2004)
- Pain is Love 2 (2012)
- Coup de Grâce (TBA)

## További információ
- Hivatalos oldal
- Ja Rule a Facebookon
- Ja Rule a PORT.hu-n (magyarul)
- Ja Rule az Internetes Szinkronadatbázisban (magyarul)
- Ja Rule az Internet Movie Database-ben (angolul)
- Ja Rule a Rotten Tomatoeson (angolul)